# 샹송
샹송(프랑스어: Chanson Française 샹송 프랑세즈[*])은 프랑스어로 '노래', '가요'라는 뜻이다. 현재는 프랑스 가곡이 아닌 현대 프랑스의 대중음악, 주로 서민의 노래를 칭할 때 쓰인다. 가사는 하나의 이야기로 된 것이 많고, 쿠플레라고 하는 스토리 부분과 러프랭이라고 하는 반복하는 부분으로 되어 있는데, 일상 회화의 알기 쉬운 말이며, 때로는 아르고(곁말)를 섞기도 한다.

## 샹송의 역사

### 샹송 포퓔레르
샹송 포퓔레르 (프랑스어: Chanson populaire)는 '민중의 노래'라는 뜻이며, 이른바 유행가를 가리키는 경우도 있으나, 샹송사(史)에서는 작자 불명의 민요 또는 이에 준하는 것을 말한다. 881년에 바랑셴느의 수도사가 만든 "성녀 우라리 이야기"는 그 한 예로서, 이것이 현재까지 전해진 가장 오래된 샹송이다.

### 샹송 사방트
샹송 사방트 (프랑스어: chanson savante)란 '학식있는 샹송', 또는 '고급 샹송'의 뜻으로, 샹송 포퓔레르에 대하여 작자가 분명한 것을 말한다. 중세의 궁정을 중심으로 발달하였으며 사랑의 노래가 많았다. 가사의 형태도 정돈되었고 곡도 예술적이어서, 샹송 파퓰레르에 많은 영향을 주어 근대 샹송의 발생을 촉진하였다.

## 카페 콩세르
카페 콩세르 (Café Concert)란 음악을 들려 주는 카페를 말하나, 커피 이외의 것도 마실 수 있다. 파리에서는 1800년경부터 카페가 번성하였고, 서민의 집합소가 되었다. 1850년경 샹젤리제 거리에 있던 '뚱뚱이 프루리'라는 남자의 가게가 손님이 적어 파산 직전에 있었다. 그래서 프루리는 궁여지책으로 스스로 샹송을 불렀고, 그 결과 손님이 많이 몰렸다. 이것이 카페 콩세르의 시작이다. 카페 콩세르는 샹송의 온상이 되어 많은 가수를 양성하였고, 1900년 전후의 벨 에포크(좋은 시대)에 현대 샹송의 기초를 쌓았다. 그러나 그 후 큰 규모의 뮤직홀의 출현으로 쇠퇴의 길에 올랐고 영화의 발명으로 결정적인 타격을 받았다.

## 샹송의 분류와 크레아시옹
크레아시옹 (Création)은 '창조'라는 뜻의 말이지만 샹송에서는 '창창(創唱)'이라 번역되며, 어떤 노래를 처음으로 불러 성공을 거두는 것을 말한다. 즉, 가수는 작자와 공동으로 노래를 형성하는 역할을 하는데, 목소리의 아름다움이나 음악상의 정확성보다도 가사를 어떻게 해석하며 개성적 표현으로 청중에게 전달하느냐가 문제가 된다. 과거에는 어떤 가수가 창창(創唱)한 샹송을 다른 가수가 부르는 일은 거의 없었으며 이 점이 다른 장르에서는 볼 수 없는 샹송의 큰 특징의 하나였으나, 제2차 세계대전 후에는 창창의 의의가 희박해져서 많은 가수가 같은 곡을 부르게 되었다. 창창이 중시된 시대에는 샹송과 샹송 가수를 다음과 같이 분류하였다.

### 샹송 드 샤름
샹송 드 샤름 (Chanson de Charme)이란 '매혹의 샹송'이라는 뜻이다. 주로 사랑을 테마로 한 감미로운 샹송이다. 이것을 전문으로 노래하는 가수를 샹퇴즈(남성인 경우에는 샹퇴르) 드 샤름이라고 한다. "사랑의 말"의 뤼셴느 브와이에나 "비오는 길"의 티노 로시 등은 대표적인 가수이다.

### 샹송 레알리스트
샹송 레알리스트 (Chanson Réaliste)란 '현실적 노래'라는 뜻이다. 생활의 어려움이나 인생의 비극을 적나라하게 노래한 샹송이다. 이것을 레퍼토리로 하는 가수를 샹퇴즈(남성이면 샹퇴르) 레알리스트라고 한다. 그 창시자는 아리스티드 브뤼앙이라고 하며, 제2차 세계대전 전에는 프뢰르 다미아, 이본느 조르주가 이 분야의 뛰어난 가수였다.

### 샹송 팡테지스트
샹송 팡테지스트 (Chanson Fantaisiste)란 '환상의 노래'라는 뜻이다. 자유자재로 공상을 펼쳐 엮은 샹송으로서, 재기에 넘치며 코믹한 요소를 가지고 있다. 이것을 노래하는 남성가수를 샹퇴르 팡테지스트라 하며, 모리스 슈발리에, 샤를 트레네, 마르셀 아몽 등이 이 장르에 속한다고 생각되고 있다. 노래의 성격상 여성 가수는 극히 적다.

### 샹송 리테레르
샹송 리테레르 (Chanson littéraire)란 '문학적 노래'라는 뜻이다. 샹송에서는 가사가 특히 중요하지만, 오래된 명시에 가락을 붙인 것이나 일류 시인이 작사한 작품도 결코 적지 않다. 이와 같은 문학적으로 우수한 샹송을 샹송 리테레르라고 한다. 예컨대 보들레르의 "악의 꽃"에 레오 페레가 작곡한 것이나, 같은 페레 작곡인 기욤 아폴리네르의 "밀라보 다리" 외에 피에르 마코를랭의 시도 수많이 샹송으로 되었다. 자크 프레베르 작사, 조제프 코마스 작곡의 "낙엽", "바르바라"도 유명하다.

### 발스 뮈제트
발스 뮈제트 (Valse Musette란 뮈제트 앙상블(아코디언을 중심으로 한 악단)로 연주되는 왈츠를 말한다. 뮈제트란 시골의 양치기가 사용한 피리를 말하나, 지금은 아코디언으로 대용된다.

### 자바
자바 (Java)는 발스 뮤제트보다도 발음이 명쾌한 3박자의 춤곡이다. 샹송으로 종종 사용되는 음악 형식으로서 서민적인 색채가 짙다.

## 관련 저서, 논문
- 한문희, 〈프랑스어 수업에 있어서 샹송의 활용〉, 《프랑스어문교육》 16, 한국프랑스어문교육학회, 2003년
- 남수인, 〈샹송과 시 읽기〉, 《프랑스어문교육》 31, 한국프랑스어문교육학회, 2009년
- 전금주, 《샹송》, 살림, 2010년
- 송근영, 〈샹송으로 배우는 프랑스어: 샹송을 통한 프랑스어 입문 수업 모형 개발〉, 《프랑스어문교육》 43, 한국프랑스어문교육학회, 2013년
- 최희진, 〈에디트 피아프(Édith Piaf) 샹송의 보편성에 관하여 ‘죽음’의 수사와 ‘영성’을 중심으로〉, 《프랑스 문화 연구》 46-1, 한국프랑스문화학회, 2020년

## 같이 보기
- 칸초네
- 슐라거